# Комитет на дезертьорите
Комитетът на дезертьорите е орган, създаден в 1914 г. във Велес от Вътрешната македоно-одринска революционна организация, който има за цел да ръководи и координира прехвърлянето към България на дезертирали от сръбската армия българи след избухването на Първата световна война.
Още в Междусъюзническата война през 1913 г. сръбското правителство прави опит да мобилизира македонски българи от окупираните от Сърбия области. След Букурещкия договор във Вардарска Македония е въведена военна повинност, с която властите се стремят да умиротворят областта и да улеснят сърбизирането на младото поколение българи. Военната повинност обаче е посрещната от местното население със съпротива - хиляди българи се укриват или дезертират, което води до вълна от репресии от страна на властите. Много от дезертьорите се включват в четите на ВМОРО, а голяма част се прехвърлят в България или бягат в Албания. Типичен сучай е инцидентът в Крагуевац, при който новобранците от Македония демонстративно отказват да положат военна клетва.
Укриването и дезертирането от сръбската армия придобива особено големи размери след избухването на войната с Австро-Унгария. Правителството издава заповед за обща мобилизация на мъжете от 20 до 40 години. Десетки хиляди българи дезертират и бягат към България, а властите се опитват да ги ловят с жандармерийски и четнически хайки – само от Кривопаланска околия дезертират 2500 души, а Малешево и Радовишко на практика остават без мъжко население.
Прехвърлянето на дезертьори от Западна Македония обаче е силно затруднено и затова през ноември 1914 г. ЦК на ВМОРО създава във Велес Комитета на дезертьорите, който има задача да координира приемането, укриването и препращането към България и Албания на българите, нежелаещи да служат в сръбската армия. В комитета влизат Никола Войницалев, Йордан Шурков, Никола Панов, Александър Мартулков, Никола Янчев, Георги Богданов, Михаил Николов, Трайко Раков, Лазо Белещев и други.
Комитетът започва да организира групово прехвърляне на дезертьорите към България, като още първите дни са изпратени големи групи от по 50, 100, 150 души. Заедно с Битоля и Щип, Велес се превръща в основен разпределителен пункт за дезертьорите от цяла Вардарска Македония. Само за месец и половина комитетът организира прехвърлянето в България на над 3500 души. Последната организирана група е от над 1200 души. Тя тръгва на 1 януари 1915 г. за България, но по пътя е открита. Въоръжената ѝ охрана от няколко чети на ВМОРО води няколко сражения със сръбски части и, въпреки многото жертви, голяма част от дезертьорите минават границата.
В края на декември 1914 г. властите разкриват комитета и арестуват всичките му членове. Заедно с тях са арестувани и членовете на турския комитет, който се грижи за турските дезертьори. В затвора между тях се постига споразумение за съвместна дейност, вследствие на което е организиран нов канал през турските села. Членовете на Комитета са отведени с оттеглящите се към Албания сръбски войски, но са настигнати от български части и са освободени от затвора в Струга.